# إل. دين جيمس
إل. دين جيمس (بالإنجليزية: L. Dean James)‏ (1947)؛ روائية أمريكية.